# Línea del Hauenstein
La línea del Hauenstein es una línea ferroviaria suiza que une las ciudades de Basilea y Olten. Es una de las líneas principales de la red ferroviaria de Suiza.
Fue construida entre los años 1853 y 1858 bajo el paso de Hauenstein, situado en el Macizo del Jura. En 1916 se inauguró un nuevo túnel de base de más de 8000 metros con un trazado alternativo entre Sissach y Olten, que permite acortar el tiempo de viaje.

## Fuente
- Esta obra contiene una traducción  derivada de «Hauenstein railway line» de Wikipedia en inglés, publicada por sus editores bajo la Licencia de documentación libre de GNU y la Licencia Creative Commons Atribución-CompartirIgual 4.0 Internacional.

- Datos: Q353948
- Multimedia: Hauenstein railway line / Q353948